# José Luis Sierra Pando
José Luis Sierra Pando (Santiago, 5 de diciembre de 1968) es un exfutbolista profesional y actual entrenador chileno. Actualmente está sin Club.
Jugaba de mediocampista y por muchos años fue parte del club Unión Española, del cual también es hincha e ídolo deportivo para todos sus simpatizantes. En la actualidad es director deportivo de Unión Española. Sierra, junto a la selección de fútbol de Chile, disputó la Copa América de 1993, 1995 y 1999, además de la Copa Mundial de Fútbol de 1998. A lo largo de su carrera, entre clubes y la selección, disputó aproximadamente 430 encuentros oficiales.
Se desempeñó como director deportivo de las divisiones inferiores de Unión Española, donde además fue entrenador de la categoría Sub-18. Por un breve tiempo, asumió el cargo de entrenador interino del primer equipo el año 2009, hasta la llegada del uruguayo Rubén Israel, el 15 de octubre del mismo año. El día 13 de octubre de 2010 vuelve a tomar el cargo de entrenador del primer equipo, estrena en un partido ante Universidad de Chile con resultado 2-1 a favor de los hispanos. Siendo el entrenador del primer equipo, logró obtener la clasificación para la primera y segunda fase de la Copa Libertadores 2011. El año 2012 fue dulce y agraz para el entrenador chileno, ya que el equipo no solo repitió la participación internacional en la misma copa, consiguiendo notables resultados y llegando (después de 18 años) a octavos de final, siendo derrotados por Boca Juniors, que se impuso en ambos cotejos (2-1 en Argentina; y 2-3 en Chile). Mientras tanto, en el Torneo de Apertura 2012, Unión mantuvo amplias victorias llegando a semifinales contra O'Higgins de Rancagua, siendo derrotados en el Estadio El Teniente de la ciudad cuprífera. Distinta suerte obtuvo el Torneo de Clausura, donde en una brillante actuación del cuadro dirigido por el exjugador y capitán hispano, alcanzó diversos triunfos hasta posicionarse en el séptimo lugar de la tabla general, y derrotando a los tres grandes del fútbol chileno (Colo-Colo, Universidad de Chile y Universidad Católica) causando sorpresas en el ámbito deportivo, debido al alto rendimiento obtenido por el equipo del fortín de la Plaza Chacabuco. Sin embargo en la final frente a Huachipato, después de haber ganado en el partido de ida 3 a 1 pierde por el mismo resultado en la vuelta, finalmente por igualdad de goles en la definición de penales el equipo se queda con un doloroso subcampeonato. A pesar del duro golpe el "Coto" se mantiene en la banca, decisión de la cual no se arrepentirá, ya que en el campeonato siguiente consigue la punta de la tabla junto con Universidad Católica pero por diferencia de gol ganan el séptimo título después de 8 años (la tan esperada séptima estrella) del club. En el año 2014 se rumoreaba su salida del club sin embargo por la buena participación en la Copa Libertadores se anunció su continuidad a cargo del club, El día 18 de mayo del año 2015 se confirma su llegada a Colo-Colo.
En la banca alba Sierra obtiene el Torneo Apertura 2015 luego de una racha de 7 victorias consecutivas, aunque sin la ausencia de críticas al juego del equipo mostrado en el campeonato. En este semestre el "Coto" vivió en el Cacique 2 polémicas importantes: Una de ellas fue el partido final del torneo contra Santiago Wanderers que se tuvo que suspender debido a la invasión de cancha por parte de los hinchas, lo que sumado a la derrota de Universidad Católica le entregó la corona a Colo-Colo sin poder jugar su cotejo. La otra fue la salida de Humberto Suazo del equipo debido a una discusión que tuvo el jugador con Pedro Reyes, que luego derivó en una denuncia hacia el club y el posterior retiro del delantero. En el segundo semestre el equipo obtuvo el subcampeonato de la Copa Chile 2015 ante su rival Universidad de Chile perdiendo por los penales. Misma suerte tuvieron en el torneo local ya que terminaron segundos frente a Universidad Católica, estando a pocos minutos de alargar el campeonato a un partido de definición. Esto llevó a generar nuevas críticas al club y en especial al "Coto" por parte de la hinchada, prensa e incluso sus propios jugadores. Finalmente el 7 de julio de 2016 Sierra renuncia al club por la salida del equipo de Martín Tonso debido al tope de extranjeros y por el gran distanciamiento con los dirigentes.

## Primeros años
Nació en Santiago, Chile, un día 5 de diciembre de 1968, hijo de Domingo Sierra y Pilar Pando, migrantes españoles, gallego y asturiana, respectivamente. Realizó sus estudios en el Colegio Hispano Americano, recinto educacional perteneciente a la Congregación de los Padres Escolapios.
Su padre, quien era antiguo dirigente de Unión Española, tras ser convencido por Luis Pando, llevó a su hijo José Luis a probarse en las divisiones inferiores de Unión Española en enero de 1985.

## Trayectoria

### Como futbolista
Debutó como puntero izquierdo en el primer equipo (dirigido por Luis Santibáñez) en noviembre de 1988, frente a la Universidad de Chile, en un partido válido por la Copa de la Fraternidad. Marcó su primer gol oficial contra O'Higgins en la primera fecha del Campeonato Nacional de 1989, en un partido donde la Unión Española fue derrotada por 4 goles a 1. Sin embargo, Sierra ya había marcado un gol previamente en la Copa Chile 1989 frente a Magallanes, pero este no fue contabilizado oficialmente.
Se mantuvo jugando en Unión Española hasta diciembre de 1989, para partir posteriormente al Real Valladolid de la Primera División de España en calidad de préstamo con opción de compra, gracias a su buen papel en Chile y a los beneficios de su doble nacionalidad. Disputa solamente tres partidos con los blanquivioletas, debutando el 28 de enero de 1990 en la victoria por 1:0 ante el Rayo Vallecano de Madrid. Tras problemas deportivos y económicos del club pucelano decidió volver a la Unión Española en 1990, adaptándose rápidamente y logrando ser nominado a la selección nacional en 1991.
En 1992 y 1993 se coronó con Unión Española como campeón de la Copa Chile. En 1994 debutó en la Copa Libertadores de América, donde lograron una campaña por sobre las expectativas, eliminando a Cruzeiro en octavos de final, pero siendo derrotados por São Paulo en cuartos de final, el 3 de agosto, por 4 goles a 3. Pese a la derrota despertó el interés de São Paulo F.C. que lo contrató para la temporada 1994–1995. Por la selección chilena jugó las Copas Américas de 1993, 1995 y 1999.
En 1996 ficha por el club Colo-Colo, donde obtuvo los títulos nacionales de los años 1996, 1997, 1998 y la Copa Chile en 1996, además de alcanzar las semifinales de la Copa Libertadores de América de 1997, cayendo vía definición desde el punto penal ante el Cruzeiro E.C., y las semifinales de la Supercopa los años 1996 y 1997 siendo eliminados por Cruzeiro E.C. y São Paulo F.C. respectivamente.

#### Retorno a Unión Española
En 1999 jugó algunos meses a préstamo en el Tigres de la Universidad Autónoma de Nuevo León de la Liga mexicana sin mucho éxito. Tras la quiebra económica de Colo-Colo, en 2001 abandonó el club para volver al equipo de sus amores: Unión Española.
El año 2004, bajo la dirección de Fernando Carvallo, Sierra logró un buen desempeño junto a la Unión Española. En el Torneo de apertura cayeron eliminados en los cuartos de final del torneo, frente a Santiago Wanderers. En dicho certamen, Sierra se matriculó con 14 goles, siendo la cifra más alta marcada por el jugador en un solo campeonato.
En el Torneo de clausura del mismo año, la Unión Española logró acceder a la final del campeonato, donde fueron derrotados por Cobreloa. En este certamen, José Luis Sierra convirtió su gol número 100 en los registros del Campeonato Nacional, Luego de marcar un gol de penalti a los 70 min, en la derrota frente a Palestino por 2:1, el 31 de julio de 2004. Dicha estadística no considera los goles convertidos por Sierra en la Copa Chile. Finalmente logró convertir 9 goles en dicho torneo.
El 5 de diciembre de 2004 se disputó segundo partido frente a la Universidad de Chile, válido por los cuartos de final del Torneo de Clausura, encuentro en el cual el futbolista se vio involucrado en un polémico hecho de violencia. Luego de la tanda de penaltis (donde Unión Española venció por 2:4), Sergio Muñoz, hincha de Universidad de Chile, ingresó a la cancha para golpear al futbolista Emerson Pereira. En defensa, el capitán de Unión Española le propinó una patada en la cintura al hincha, lo cual casi significó una sanción por parte de las autoridades.
En 2005, y bajo la dirección del entrenador Fernando Díaz, Sierra logró junto a su equipo adjudicarse el título de campeón del Torneo de Apertura de la Primera División tras derrotar a Coquimbo Unido, siendo el sexto título de los hispanos tras 28 años de sequía.
El Estadio Santa Laura de Independencia albergó el primer partido de la final, disputado el 3 de julio ante Coquimbo Unido. El marcador fue de 1:0 a favor de Unión Española.
El 9 de julio se disputó el segundo partido de la final, en el Estadio Francisco Sánchez Rumoroso de Coquimbo. Unión Española finalmente venció por 2:3, coronándose como campeón del Campeonato de apertura de la Primera división. El gol del triunfo fue marcado por Sierra en el 88 min por medio de un penalti cobrado por el árbitro Rubén Selman al arquero de Coquimbo Unido, Luis Corvalán, quien derribó en el área a Mauricio Risso. En Copa Libertadores de América, Sierra volvía a disputar un torneo internacional con Unión, la campaña no alcanzó para llegar a octavos de final. En los torneos nacionales, Sierra como siempre es un baluarte del club, pero no pudo reeditar el título obtenido.
Para 2008, renovó su contrato con el club hispano y en noviembre de 2007, reforzó en un amistoso a Deportes Temuco para enfrentar a Estudiantes de La Plata en la despedida del Estadio Municipal Germán Becker antes de su remodelación.
El 1 de abril de 2008, Sierra recibió un homenaje por parte del Consejo de Presidentes de la Asociación Nacional de Fútbol Profesional (ANFP), al cumplir 500 partidos oficiales tras el encuentro disputado frente a Palestino el 23 de marzo en el Estadio Municipal de La Cisterna.

#### Retiro
El 2 de octubre de 2008, Sierra anunció en Radio Cooperativa su intención de retirarse de la actividad profesional tras la finalización del Torneo de Clausura de la Primera División. A principios de diciembre de ese mismo año ratificó su intención de retirarse del fútbol, para formar parte de la dirigencia de Unión Española.

«Pienso dejar a fin de año de jugar. Hemos conversado harto. Mi intención en continuar en el club y aportar desde donde me toque estar. No quiero adelantar muchas cosas porque obviamente hay gente involucrada, pero mi idea es seguir acá.»
José Luis Sierra Pando

Finalmente el 11 de febrero de 2009 el "Coto" se retira del fútbol tras perder en semifinales de la Copa Chile ante la Universidad de Concepción donde anotó su último gol en el profesionalismo en el primer minuto del compromiso por medio de un impecable tiro libre.

### Como entrenador

#### Unión Española
Asumió oficialmente el cargo de entrenador interino del primer equipo de Unión Española el 6 de octubre de 2009, tras la derrota por 0:1 ante Santiago Morning por el torneo local. Luis Hernán Carvallo, quien era su antecesor, venía de una racha de 7 partidos sin ganar, finalmente luego de su último partido el día 4 de octubre, renunció de la banca hispana. Sierra debutó frente a Rangers, logrando un empate 3:3 en el Estadio Santa Laura. Finalmente, luego de dirigir 3 partidos dejó el cargo en manos del uruguayo Rubén Israel, el 15 de octubre de 2009.
Luego, José Luis Sierra debe asumir nuevamente el cargo de entrenador, luego de la salida de Rubén Israel. El "Coto" debuta contra Universidad de Chile con un resultado 2-1 a favor de los hispanos. José Luis Sierra logra sacar a Unión de su período oscuro con Rubén Israel, y logra clasificar a la Liguilla Pre Libertadores (Chile). En esta liguilla logra vencer a Universidad de Chile con resultados de 0-0 de local y 4-1 de visita. Unión y el "Coto" clasifican a la final, y logran vencer a Audax Italiano, con los resultados de 2-1 de local y 1-1 de visita. Así es como Unión Española clasifica a la Copa Libertadores y el "Coto" se queda al mando.
En 2011 su campaña empieza con la superación de la primera fase de la Copa Libertadores, siendo eliminado en fase de grupos, logra cuartos de final tanto en Torneo Apertura 2011 (Chile) como en Torneo Clausura 2011 (Chile) y no logra pasar de la fase de grupos en Copa Chile
En 2012 su carrera sigue en ascenso, en fase de grupos de Copa Chile 2012-13 logra una gran victoria sobre Universidad Católica por 6 a 1, en Torneo Apertura 2012 (Chile) alcanza semifinales, siendo eliminado por O'Higgins por el criterio de desempate de mejor ubicación en la tabla. En Copa Libertadores avanza dos fases siendo eliminados por Boca Juniors en Octavos de final

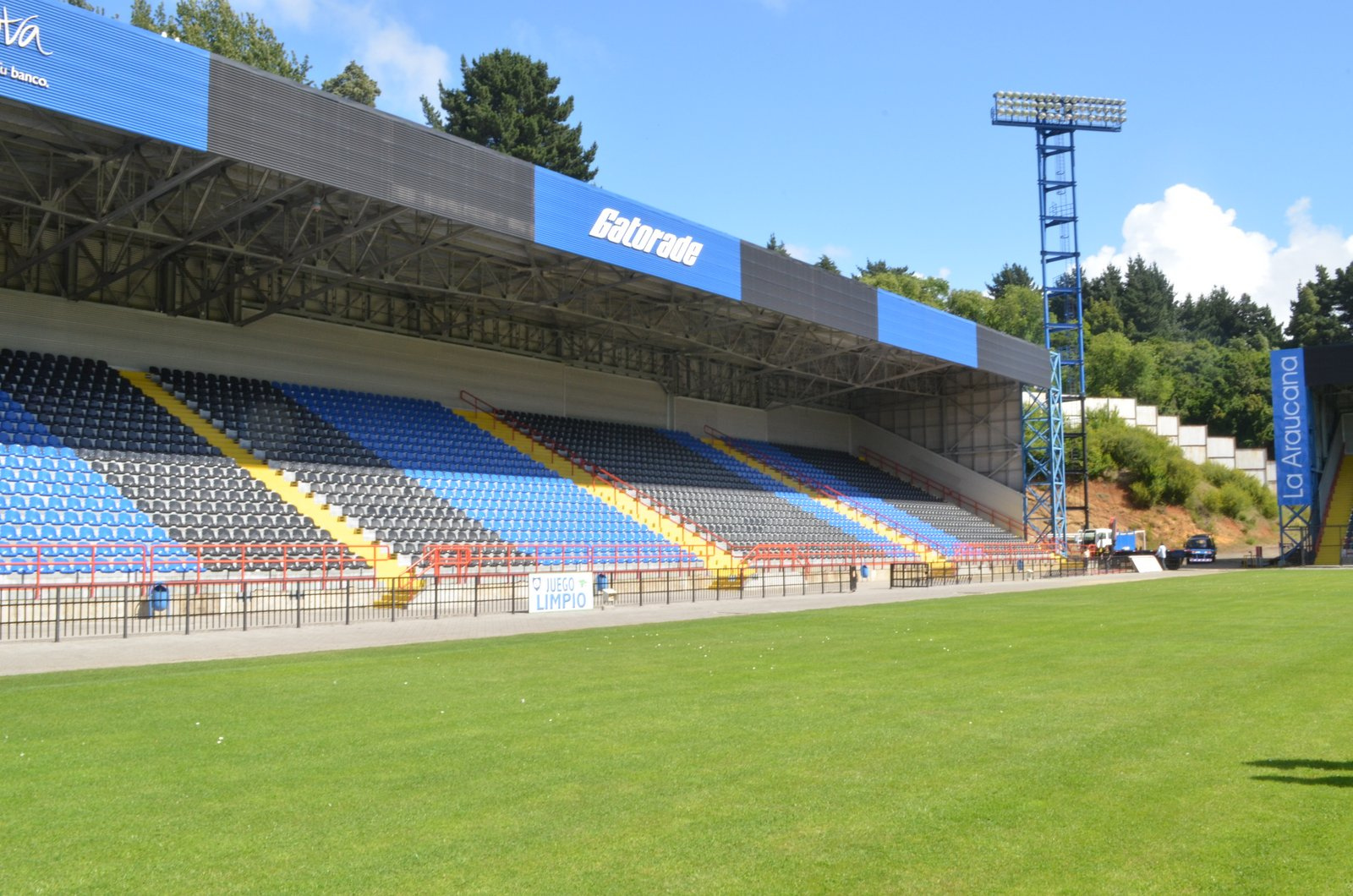
En el Estadio CAP de Talcahuano se realizó la final del campeonato, que culminaría con la remontada acerera en el marcador de 3-1 y su posterior triunfo en los penales por sobre los hispanos de 3-2.

También este año sufre la derrota más dolorosa de su carrera como fue la final del Torneo Clausura 2012 (Chile) que después de haber clasificado a playoffs con un gol de Rodrigo Gattas en el último minuto del último partido frente a Cobreloa logra eliminar sucesiva y claramente a los principales favoritos Universidad de Chile y Colo Colo para enfrentarse en la final a Huachipato, el partido de ida fue amplio para los dirigidos del Coto por un marcador de 3 a 1, lo que auguraba la consagración con un título en el partido de vuelta en Talcahuano, más aún si se pone en ventaja al minuto 28 con gol de Dagoberto Currimilla, después viene una reacción de Huachipato que logra desnivelar el marcador a su favor y a un minuto de que se cumpla el tiempo reglamentario y conseguir su primer título como entrenador y séptimo para su club, Huachipato marca el 3-1 con que iguala la serie y obliga a la tanda de penales que le dará a Huachipato su segundo título
Después del gran golpe, en 2013 comienza con grandes cambios, se van figuras importantes como el Portero Eduardo Lobos, El Central Rafael Olarra, los medios Braulio Leal, Mauro Diaz y Emiliano Vecchio y el delantero Emilio Hernández, incorporándose Diego Sánchez Carvajal y Raul Olivares al arco, Christian Cueva y Matias Abelairas al medio y recuperando a un referente rojo como Gustavo Canales desde Argentina desde donde venía suspendido por dopaje, más la oportunidad de tener a valores jóvenes como Matias Navarrete, Mario Larenas y Óscar Hernández Polanco
En Copa Chile 2012-13 alcanzó semifinales y en el Torneo Transición 2013 (Chile) logró rápidamente una regularidad alcanzando la primera posición en marzo de 2013, la que mantuvo durante casi todo el campeonato, luchando hasta la fecha final, el 26 de mayo de 2013, con Universidad Católica, la fecha final enfrentaba a Unión Española con Colo Colo al que venció por 1 a 0 otorgándole su primer título como entrenador (séptimo del Club)y agrandando su historia con Unión Española con la que ya tenía un título nacional y dos Copa Chile como Jugador y con ello saldar todas las cuentas que pudo haber tenido con su club por, según indicó después del partido, el descenso en 1997 y la final perdida en 2012.
Solo dos meses más tarde, el 10 de julio de 2013, logra otro título para su club con la obtención de la primera Supercopa de Chile 2013, que en su condición de campeón del torneo nacional debía dirimir frente al campeón de Copa Chile, título que detentaba Universidad de Chile.
En el año 2014 el equipo volvió a tener una notable participación en la Copa Libertadores 2014 no repitiéndose así en el torneo local, llegando de nuevo a octavos de final perdiendo esta vez con Arsenal de Sarandí. Ya en el Torneo Clausura 2014 el equipo hispano solo llegó al noveno puesto producto de 6 triunfos 4 empates y 7 derrotas teniendo 22 puntos en total, no pudiendo participar por un cupo para la Copa Sudamericana 2014, a diferencia de los torneos anteriores donde el club realizaba grandes partidos para vencer a los equipos grandes en este el conjunto terminó encajando en su mayoría resultados negativos, frente a Universidad Católica perdió 1-0, mientras que con Colo-Colo el resultado fue la goleada 1-4 que recibieron de local y frente a Universidad de Chile fue un empate a 3 siendo el club hispano forastero. Antes del Mundial de Brasil 2014 se rumoreó con su salida del club sin embargo se anunció su continuación en la banca, esto motivado más por la renovación de Hector Tapia en el conjunto de Colo-Colo ya que se pensaba que el "Coto" sería un excelente reemplazo por "Tito" en caso de que este se fuera. En el siguiente torneo no se sabe a ciencia cierta si el equipo mejoró su rendimiento o si el resto de los equipos jugó peor, esto porque los magros resultados frente a equipos grandes siguieron llegando a pesar de que a principios del torneo vencieron a Universidad Católica por 1-0 en su estadio, esto fue un efímero triunfo frente a esta clase de clubes ya que fueron derrotados 2-0 de visita frente a Colo-Colo y una derrota de local 0-1 ante Universidad de Chile, a pesar de esto el club consiguió la suma de 25 puntos producto de 8 triunfos, 1 empate y 8 derrotas siendo suficiente para llegar al sexto puesto y poder disputar la Liguilla Pre-Libertadores 2014 y así poder disputar la Copa Libertadores 2015, esto fue posible teniendo tan solo 3 puntos más que la competencia anterior. Perdiendo en la serie de semifinales ante Santiago Wanderers por la derrota de 2-4 en el partido de ida en el Santa Laura y la victoria de 2-3 en el encuentro de vuelta en el Elías Figueroa.
Para el Torneo Clausura 2015 el equipo contaba con las figuras de Marcos González y Milovan Mirosevic, sin embargo el aparente favoritismo no se reflejó en la tabla del torneo quedando tan solo en la décima posición con 23 puntos estando a uno de clasificar a la Liguilla Pre-Sudamericana 2015 siendo O'Higgins el club que pasó. El conjunto hispano tuvo un rendimiento del 45% en la competición producto de 6 victorias, 5 empates y 6 derrotas, teniendo además un saldo negativo en diferencia de gol con un -3. Este sería el último torneo en que el "Coto" dirigiría a la Unión Española teniendo un total de 244 partidos dirigidos, de ellos la cifra de partidos ganados es de 110, empatados 53 y perdidos 81. Teniendo 403 goles a favor y 313 goles en contra quedando en diferencia de +90, siendo el porcentaje final de 45.08% de rendimiento.

#### Colo-Colo

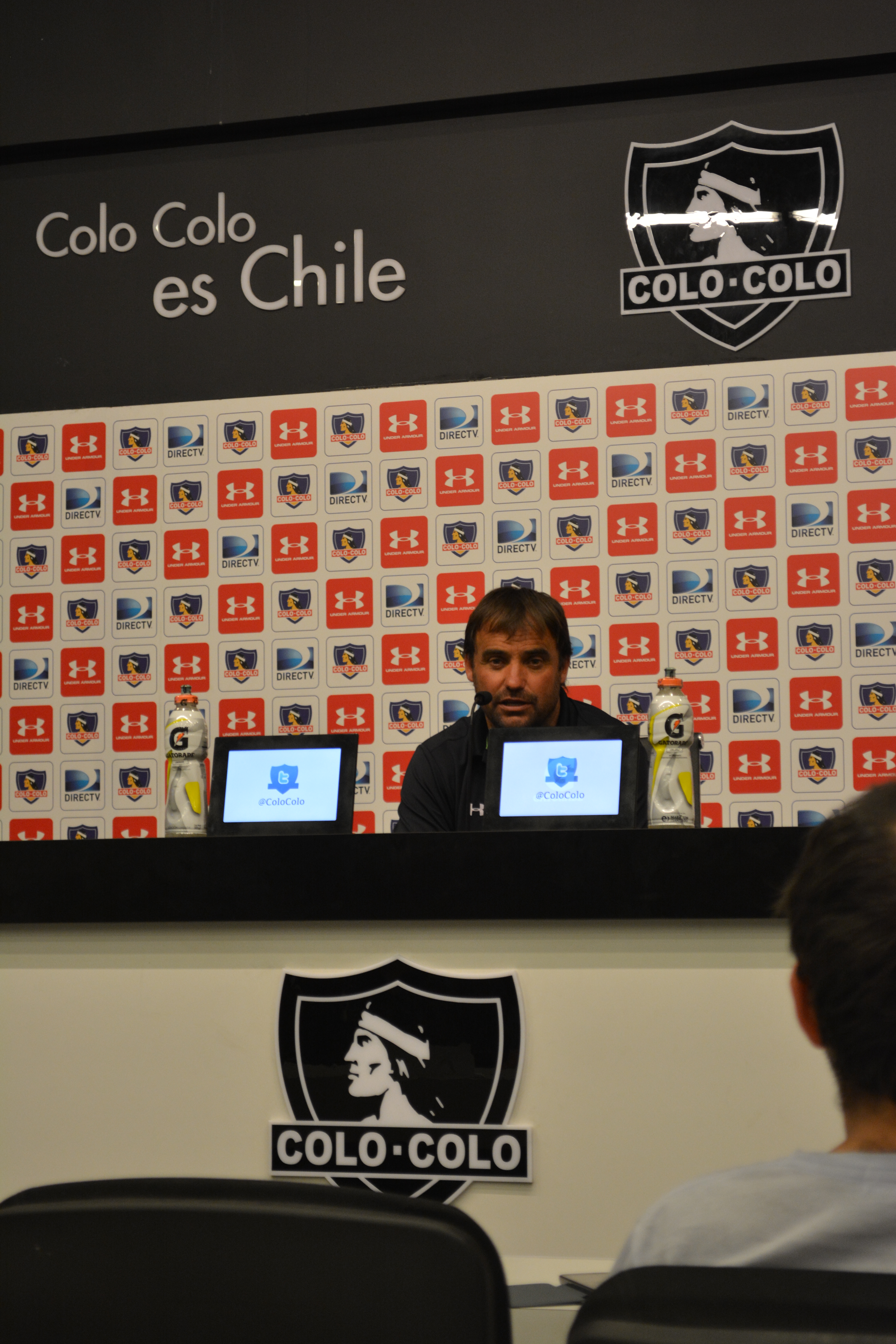
José Luis Sierra en una Rueda de prensa.

El 18 de mayo de 2015, asume como nuevo entrenador de Colo-Colo, volviendo así al club con el cual, ganó 3 títulos nacionales y una Copa Chile, en sus 2 periodos como jugador de Colo-Colo.
En su primera temporada con los albos obtuvo el campeonato en el Torneo Apertura 2015 encadenando una racha de 7 victorias consecutivas, venciendo a su exequipo en la primera fecha habiendo recién dejado la banca hispana por 2-1, para luego derrotar a Audax Italiano, Cobresal, Deportes Iquique, Deportes Antofagasta, Unión La Calera y Coquimbo Unido. El invicto llegaría a su final cuando Colo-Colo enfrentó a Universidad Católica perdiendo el encuentro en los descuentos por gol de Roberto Gutiérrez, habiendo conseguido el conjunto del "Coto" el empate hace unos momentos luego de haber ido perdiendo gran parte del cotejo. Luego de aquel partido perderían esta vez frente a San Marcos de Arica por la mínima, para posteriormente ganar frente a Huachipato, ganar el Superclásico ante Universidad de Chile y vencer a O'Higgins.
Finalmente el equipo albo terminaría siendo campeón aunque de una forma lamentable. A falta de una fecha para el final del torneo, Colo-Colo (33 ptos.) y Universidad Católica (32 ptos.) eran los únicos equipos con posibilidades de lograr el título. Ambos equipos debieron jugar sus respectivos partidos al mismo día y hora, el día 6 de diciembre a las 17:00, con el objeto de definir al campeón del mismo. Colo-Colo debía jugar ante Santiago Wanderers en el Estadio Elías Figueroa Brander de Valparaíso, mientras que la Universidad Católica debió jugar ante Audax Italiano en el Estadio Bicentenario de la comuna de La Florida.
Universidad Católica cayó derrotado de visita frente a Audax Italiano por 1-0, con gol de Sebastián Silva y un penal errado por Mark González, perdiendo así toda opción restante al título. Sin embargo, el partido entre Santiago Wanderers y Colo-Colo tuvo que ser suspendido antes de que éste comenzara, debido a los reiterados incidentes entre las barras bravas de "Los Panzers" y la "Garra Blanca", las cuales incluso invadieron el campo de juego. Transformando la cancha de fútbol en escenario de una batalla campal entre las 2 hinchadas, llegando a atacarse con fierros, bengalas, golpes y patadas. El hecho generó controversia a nivel nacional debido a las bajas penas a las que se sometían ambos clubes por los incidentes, las cuales solo fueron de carácter simbólico y en ningún caso involucraban la pérdida de puntos, pese a que jugadores como Ezequiel Luna así lo pedían. De esta manera, Colo-Colo se coronó Campeón del Torneo de Apertura sin jugar su partido, al poder conservar el punto de diferencia que mantenía con Universidad Católica.

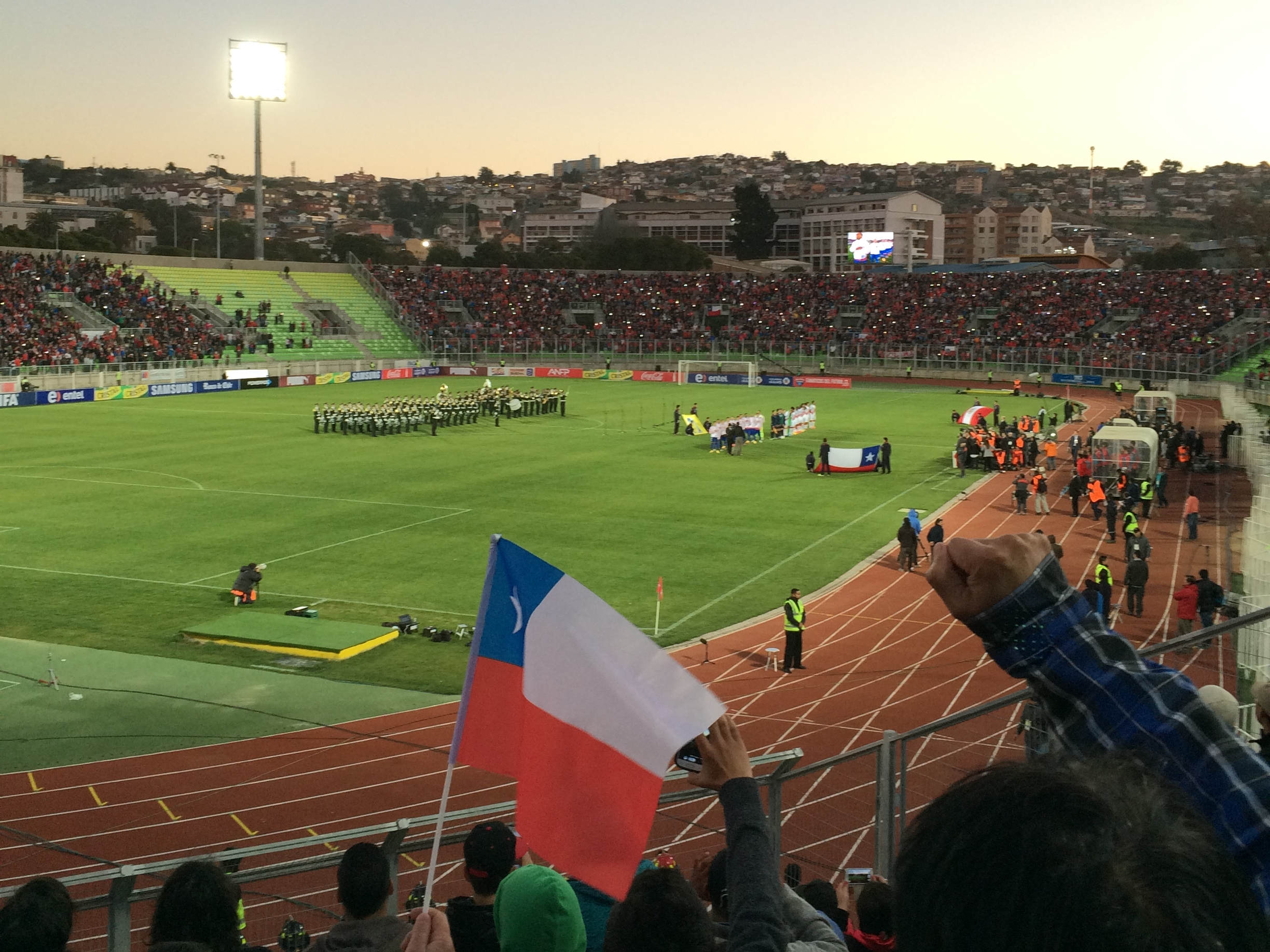
En el Elías Figueroa Brander ocurrió la invasión de la cancha por parte de las hinchadas, transformando el estadio en campo de batalla entre las barras bravas que se hirieron con armas. Estos acontecimientos llevaron a la suspensión del partido y su posterior reprogramación.

Sin embargo, y pese a la nula relevancia que adquirió el partido, éste debía jugarse conforme al reglamento de la ANFP. En un principio se iba a jugar en Valparaíso el día 9 de diciembre, pero se volvió a suspender debido a la falta de garantías argumentadas por la Gobernación de esa ciudad. Después de 36 días y de 5 opciones barajadas entre las que se cuentan el Estadio Fiscal de Talca, Estadio El Teniente, Estadio CAP y el Estadio Malvinas Argentinas, el partido finalmente se jugó en la primera opción siendo el Estadio Elías Figueroa Brander, el día 11 de enero y sin público. Pese al resultado final, el término de este partido oficializó a Colo-Colo como el campeón del Torneo de Apertura, con lo que es la tercera vez en su historia (tras los títulos de 1972 y 1991) que el conjunto albo celebró un título nacional fuera de la ciudad de Santiago.
En todo el torneo el equipo del "Coto" fue constantemente criticado por su juego, al cual no llegaba a gustar a la hinchada y ofrecía poco espectáculo y entretenimiento. La prensa también criticó el funcionamiento del equipo, al cuerpo técnico y el mal momento que el club pasaba con su hinchada usando la frase gana pero no gusta, ya que aunque a pesar de la racha de triunfos inicial el equipo era repetidamente objeto de crítica de parte de la afición. Este descontento generalizado llegó inclusive a pifias de la misma hinchada hacia su club en su estadio.

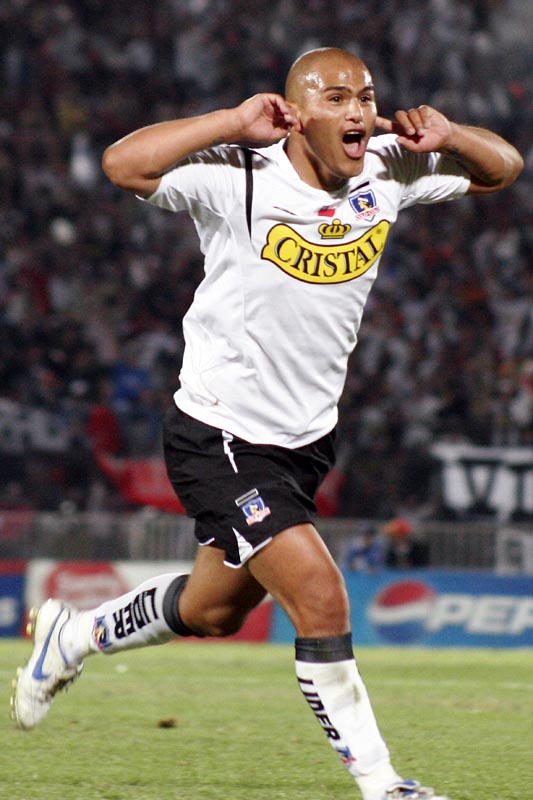
Humberto "Chupete" Suazo era considerado un ídolo tanto en Colo-Colo como en el club mexicano Monterrey.

Sin embargo y pese a las críticas constantes sobre el entrenador, Colo-Colo consiguió llegar a la final de la Copa Chile 2015 frente a su rival Universidad de Chile, no sin libre de polémicas de por medio con respecto al sorteo de las llaves por parte de la organización, llegando inclusive a las acusaciones de manipulación por parte de la prensa para que la final se diera entre estos equipos. En el encuentro final el conjunto albo volvió a empatar en los minutos de descuento a través de Luis Pedro Figueroa para luego perder en los penales debido al fallo de Martín Rodríguez.
Sin embargo una de las grandes polémicas que tuvo el entrenador fue su decisión de sacar del equipo a Humberto Suazo. El 18 de octubre, durante el encuentro contra San Marcos de Arica, Suazo fue titular y fue sustituido por Juan Delgado. La decisión causó la molestia del delantero contra el DT, lo que desencadenó una discusión entre ambos. Debido a esto, el club decidió desvincular al jugador del equipo. A través de un comunicado de prensa, la directiva de Colo-Colo explicó que la razón de su salida fue un "incumplimiento grave" de las obligaciones de su contrato. Suazo entabló una demanda en contra del club por despido injustificado y acoso laboral previo, solicitando una indemnización de 815 millones de pesos.
"Coto" tuvo que ir a declarar al juzgado por parte del club, diciendo que su decisión se debió a que el jugador insulto a su ayudante técnico Pedro Reyes y al otro día no quiso reunirse con el entrenador para discutir sobre el tema. Mientras que el jugador acusó haber sido acosado, habiendo recibido insultos por parte del cuerpo técnico y que el solo respondió a las provocaciones amparándose en el hecho de que su despido era injustificado. Finalmente el juzgado determinó darle la razón al club lo que marca el retiro del fútbol profesional por parte del jugador.
Para el primer semestre de 2016 Colo-Colo enfrentaba 2 competencias, siendo una de ellas el torneo local y la otra la Copa Libertadores 2016. Siendo mucho más importante para la mayoría de la hinchada y la prensa la participación del equipo en el ámbito internacional, ya que no conseguía pasar la fase de grupos desde la edición del año 2007. El equipo del "Coto" se encontraba en el grupo 5 junto con la escuadra de Altético Mineiro repitiendo la experiencia de la edición anterior, también estaba Melgar de Perú y el conjunto ecuatoriano Independiente del Valle quienes además eran debutantes en la copa. Los albos tuvieron un comienzo prometedor ya que empataron de visita en Ecuador para luego ganar de local al club peruano por la mínima. Sin embargo las cosas se complicaron luego de los partidos ante el club brasileño ya que el equipo chileno no pudo replicar el triunfo obtenido de local en la pasada copa, conformándose solo con el empate sin goles aun cuando tuvieron una clara chance de triunfo sobre el final siendo desperdiciada por Martín Tonso, para posteriormente perder 3-0 de visita en un partido clave para las aspiraciones del equipo albo.
Colo-Colo debía ganar el siguiente encuentro ante el club Melgar en Arequipa para mantenerse con posibilidades de clasificación, resultado que consiguió luego de dar vuelta el partido por 1-2 con gran actuación de Esteban Paredes, lamentablemente en la misma fecha un resultado inesperado hizo que el club chileno llegara con medio pie afuera del torneo ya que Independiente del Valle venció a Altético Mineiro en Sangolquí por 3-2. Ya en la última fecha la escuadra del "Coto" necesitaba ganar por obligación ya que el conjunto ecuatoriano llegaba con 10 puntos mientras que Colo-Colo tenía 8 puntos, lo que hacía del empate un resultado agradable para la visita ya que con eso abrochaban un histórico pase a octavos de final. Tristemente y como se hizo una muy mala costumbre en esta copa, al equipo chileno le faltó gol al igual que precisión en las opciones que se generaba y eso peso a la larga en el partido que finalizó sin goles concretando la eliminación de la competencia otra vez sin pasar la fase de grupos.
En el Torneo Clausura 2016 (Chile) la suerte tampoco estuvo con el equipo de Sierra ya que a pesar de haber estado primero en la tabla de posiciones algunas fechas terminó en el segundo puesto, ya que sobre el final del campeonato había 3 clubes con chances de alzarse con el título:Universidad Católica, O'Higgins y Colo-Colo. En la fecha 15 los albos debían enfrentar a Santiago Wanderers teniendo la obligación de triunfar y esperar resultados adversos para sus rivales (que Católica no gane y O'Higgins no empate ni gane), sin embargo a pesar de haber ganado a los caturros en los últimos instantes del cotejo y de que los rancagüinos perdieran 1-2, los cruzados consiguieron dar vuelta el resultado por 2-1 ante Audax Italiano y proclamarse monarcas del fútbol chileno con gol In Extremis de José Pedro Fuenzalida a falta de unos minutos para que el encuentro terminara y que Colo-Colo pudiera jugar un partido de definición ante los celestes. Sierra y su equipo fue blanco de las mismas críticas del semestre pasado pero aún más agravadas debido a la no consecución del título, siendo principalmente los reclamos por la falta de gol, el estilo de juego poco vistoso y la falta de identidad del club con su hinchada.
Luego de terminado el torneo y a pocos días de iniciarse la Copa Chile 2016, el 6 de julio de 2016 Sierra presenta una sorpresiva renuncia de la banca alba siendo la salida de Tonzo lo que gatilló en su decisión final. Entre los motivos estaría el hecho de que al "Coto" le habían asegurado que no tendría problemas con los cupos de extranjeros, ya que Ramón Fernández llegaba al Cacique como nacionalizado. Sin embargo, esto se daría en varios meses más, por lo que en los albos debían desechar a un jugador foráneo. Además, le molestaba de sobremanera la larga ausencia de los dirigentes del club que se encontraban algunos en Europa en un tema relacionado con la comunidad siria. Sierra tenía en mente presentar la renuncia desde el torneo anterior, cuando le llegaron varias críticas dentro de Blanco y Negro y del mismo plantel por su desempeño. Así el "Coto" terminó su ciclo en Colo-Colo obteniendo el Torneo Apertura 2015 y un subcampeonato en la Copa Chile 2015, teniendo un total de 49 partidos dirigidos con 28 triunfos, 11 empates y 10 derrotas. Con 76 goles a favor y 45 en contra dejando una diferencia de +31 y un porcentaje de 57.14% de rendimiento.

#### Al-Ittihad
El 28 de julio de 2016 el equipo Al-Ittihad de Arabia Saudita presenta como nuevo entrenador a José Luis Sierra, sorpresa total en los medios, el cuadro árabe ya había contratado días antes al volante chileno Carlos Villanueva intentando dar un giro sudamericano a la escuadra árabe. Esta apuesta tuvo resultados favorables, al terminar la temporada de la Liga Profesional Saudí 2016-17 en el cuarto Lugar.
El 10 de marzo de 2017 Al-Ittihad junto a los chilenos se proclaman campeón de la Copa de Arabia Saudita al derrotar 1-0 Al-Nassr, con el volante como titular, el cuadro que tiene en el cuerpo técnico a Clarence Acuña y Pedro Reyes, consiguió el primer título bajo el mando del "Coto" Sierra, un remate de "El Piña" provocó el rebote del arquero que terminó en gol.
El 19 de septiembre de 2017, la Federación de Fútbol de Arabia Saudita decidió cancelar y abolir la Copa de Arabia Saudita a partir de esta temporada. De esta manera el Al-Ittihad de los chilenos fue el último campeón de la copa.
El 23 de febrero de 2018, por cuartos de final de la Copa del Rey de Campeones 2018 Al-Ittihad derrotó 3-1 al Al-Shabab de Sebastián Ubilla quien anotó el descuento de su equipo. El 1 de abril por semifinales por la Copa del Rey, los dirigidos por el "Coto" derrotaron 6-2 al Al-Batin con 2 goles de Carlos Villanueva instalando al Al-Ittihad en la final de la Copa del Rey de Campeones 2018.
El 12 de abril de 2018, al finalizar la Liga Profesional Saudí 2017-18 se proclamó campeón el Al-Hilal dirigido por Ramón Díaz con 56 puntos, el Al-Ittihad de Sierra terminó en el noveno lugar con 33 puntos.
El 12 de mayo de 2018 el Al-Ittihad de José Luis Sierra se corona campeón de la Copa del Rey de Campeones 2018 el segundo torneo más importante de Arabia Saudita (después de la Liga Saudí), al derrotar en la final 3-1 en el tiempo extra a Al-Faisaly. Con este título el cuadro árabe de los chilenos se clasificó para la fase de grupos de la Liga de Campeones de la AFC 2019.

### Shabab Al-Ahli
El 8 de julio de 2018 el equipo Shabab Al-Ahli de Emiratos Árabes Unidos presenta como nuevo entrenador a José Luis Sierra, quien firmó por una temporada.
El 11 de octubre de 2018 Sierra fue despedido del Shabab Al-Ahli por malos resultados, el "Coto" no pudo emular lo conseguido en Arabia Saudita, tuvo problemas para generar un impacto en el equipo y solo duró 3 meses su aventura en EAU.

### Retorno a Al-Ittihad
El 24 de febrero de 2019 Sierra retornó como DT del Al-Ittihad de Arabia Saudita, comenzó a dirigir cuando el equipo estaba en el penúltimo lugar de la Liga Profesional Saudí. Al finalizar la Liga en mayo de 2019 el "Coto" logró su objetivo de salvar del descenso al Al-Ittihad y terminaron en el 10.º lugar de la Liga Saudí. El 19 de octubre de 2019 Sierra terminó contrato con el club por segunda vez, y de esta manera el "Coto" queda sin club.

#### Palestino
Con fecha 10 de noviembre de 2020, José Luis Sierra asume como entrenador en el equipo de Palestino en Chile. Llega en reemplazo de Ivo Basay.
El 16 de agosto de 2021, después de 2 derrotas consecutivas, de mutuo acuerdo con el club, deja el cargo de entrenador.

## Selección nacional

### Copa Mundial de Fútbol de 1998
Tras participar en siete partidos del proceso de clasificación, Sierra fue finalmente nominado por el entrenador Nelson Acosta para participar en la Copa Mundial de Fútbol de 1998, disputada en Francia. Junto a la selección de fútbol de Chile se enfrentó en el Grupo B contra Austria, Camerún e Italia.
Chile debutó frente a la selección italiana el 11 de junio, cuando se jugó el cuarto partido de la primera ronda (4) en el Parc Lescure de Burdeos. En este partido, Sierra solo ingresó al 81 min, en reemplazo de Fabián Estay.
El Stade Geoffroy-Guichard de Saint Etienne albergó el décimo noveno partido de la primera ronda (19), disputado el 17 de junio. En este encuentro frente a Austria, Sierra nuevamente fue suplente, ingresando finalmente al 56 min en reemplazo nuevamente de Fabián Estay.
El enfrentamiento frente a Camerún, correspondiente al trigésimo sexto partido de la primera ronda (36), se disputó el 23 de junio en el Stade de la Beaujoire de Nantes. José Luis Sierra ingresó como titular. A los 19 min, Rigobert Song cometió una falta en contra de Iván Zamorano, la cual fue sancionada por el árbitro Laszlo Vagner. El tiro libre fue ejecutado por José Luis Sierra, quien logró batir al guardameta Jacques Songo'o colocando el balón en el ángulo izquierdo de la portería. El gol permitió que la selección de fútbol de Chile clasificara a la segunda ronda del evento futbolístico. Finalmente Sierra fue reemplazado al 70 min por Fernando Cornejo.
Finalmente Chile cayó eliminado frente a Brasil por 4:1, en el segundo partido de los octavos de final (49), disputado en el Parc des Princes de París el 27 de junio. Si bien Sierra ingresó como titular, fue reemplazado por Miguel Ramírez a los 45 min, cuando Chile ya caía por 3:0.
| Mundial                        | Sede    | Resultado        | Partidos | Goles |
| ------------------------------ | ------- | ---------------- | -------- | ----- |
| Copa Mundial de Fútbol de 1998 | Francia | Octavos de final | 4        | 1     |

### Participaciones en Copa América
| Copa              | Sede     | Resultado    | Partidos | Goles |
| ----------------- | -------- | ------------ | -------- | ----- |
| Copa América 1993 | Ecuador  | Primera fase | 3        | 1     |
| Copa América 1995 | Uruguay  | Primera fase | 1        | 0     |
| Copa América 1999 | Paraguay | Cuarto lugar | 5        | 1     |

### Participaciones en Clasificatorias a Copas del Mundo
| Torneo                           | Resultado   | Partidos | Goles |
| -------------------------------- | ----------- | -------- | ----- |
| Eliminatorias Francia 1998       | Clasificado | 7        | 1     |
| Eliminatorias Corea y Japón 2002 | Eliminado   | 4        | 0     |

## Clubes y estadísticas

### Como futbolista
| Club                     | Div.          | Temporada     | Liga  | Liga  | Copas nacionales | Copas nacionales | Torneos internacionales | Torneos internacionales | Total | Total | Media goleadora |
| Club                     | Div.          | Temporada     | Part. | Goles | Part.            | Goles            | Part.                   | Goles                   | Part. | Goles | Media goleadora |
| ------------------------ | ------------- | ------------- | ----- | ----- | ---------------- | ---------------- | ----------------------- | ----------------------- | ----- | ----- | --------------- |
| Unión Española · Chile   | 1.ª           | 1989          | 14    | 2     | 21               | 13               | —                       | —                       | 35    | 15    | 0.43            |
| Real Valladolid · España | 1.ª           | 1989-90       | 3     | 0     | 1                | 0                | —                       | —                       | 4     | 0     | 0               |
| Real Valladolid · España | Total club    | Total club    | 3     | 0     | 1                | 0                | 0                       | 0                       | 4     | 0     | 0               |
| Unión Española · Chile   | 1.ª           | 1990          | 25    | 8     | —                | —                | —                       | —                       | 25    | 8     | 0.32            |
| Unión Española · Chile   | 1.ª           | 1991          | 21    | 3     | 13               | 4                | —                       | —                       | 34    | 7     | 0.21            |
| Unión Española · Chile   | 1.ª           | 1992          | 34    | 9     | 15               | 2                | —                       | —                       | 49    | 11    | 0.22            |
| Unión Española · Chile   | 1.ª           | 1993          | 26    | 5     | 16               | 6                | —                       | —                       | 42    | 11    | 0.26            |
| Unión Española · Chile   | 1.ª           | 1994          | 8     | 2     | 12               | 2                | 10                      | 1                       | 30    | 5     | 0.17            |
| São Paulo · Brasil       | 1.ª           | 1995          | 8     | 1     | —                | —                | —                       | —                       | 8     | 1     | 0.13            |
| São Paulo · Brasil       | Total club    | Total club    | 8     | 1     | 0                | 0                | 0                       | 0                       | 8     | 1     | 0.13            |
| Colo-Colo · Chile        | 1.ª           | 1996          | 23    | 5     | 9                | 1                | 5                       | 1                       | 37    | 7     | 0.19            |
| Colo-Colo · Chile        | 1.ª           | 1997          | 26    | 9     | —                | —                | 15                      | 2                       | 41    | 11    | 0.27            |
| Colo-Colo · Chile        | 1.ª           | 1998          | 28    | 11    | 2                | 0                | 13                      | 0                       | 43    | 11    | 0.26            |
| Tigres · México          | 1.ª           | 1999          | 13    | 1     | —                | —                | —                       | —                       | 13    | 1     | 0.08            |
| Tigres · México          | Total club    | Total club    | 13    | 1     | 0                | 0                | 0                       | 0                       | 13    | 1     | 0.08            |
| Colo-Colo · Chile        | 1.ª           | 1999          | 20    | 4     | —                | —                | 4                       | 0                       | 24    | 4     | 0.17            |
| Colo-Colo · Chile        | 1.ª           | 2000          | 25    | 7     | 6                | 5                | 3                       | 0                       | 34    | 12    | 0.35            |
| Colo-Colo · Chile        | 1.ª           | 2001          | 23    | 6     | —                | —                | 5                       | 0                       | 28    | 6     | 0.21            |
| Colo-Colo · Chile        | Total club    | Total club    | 145   | 42    | 17               | 6                | 45                      | 3                       | 207   | 51    | 0.25            |
| Unión Española · Chile   | 1.ª           | 2002          | 30    | 5     | —                | —                | —                       | —                       | 30    | 5     | 0.17            |
| Unión Española · Chile   | 1.ª           | 2003          | 33    | 8     | —                | —                | —                       | —                       | 33    | 8     | 0.24            |
| Unión Española · Chile   | 1.ª           | 2004          | 46    | 23    | —                | —                | —                       | —                       | 46    | 23    | 0.5             |
| Unión Española · Chile   | 1.ª           | 2005          | 40    | 9     | —                | —                | —                       | —                       | 40    | 9     | 0.23            |
| Unión Española · Chile   | 1.ª           | 2006          | 32    | 5     | —                | —                | 6                       | 1                       | 38    | 6     | 0.16            |
| Unión Española · Chile   | 1.ª           | 2007          | 33    | 7     | —                | —                | —                       | —                       | 33    | 7     | 0.21            |
| Unión Española · Chile   | 1.ª           | 2008          | 34    | 4     | 3                | 2                | —                       | —                       | 37    | 6     | 0.16            |
| Unión Española · Chile   | Total club    | Total club    | 376   | 90    | 80               | 29               | 16                      | 2                       | 472   | 121   | 0.26            |
| Total carrera            | Total carrera | Total carrera | 545   | 134   | 98               | 35               | 61                      | 5                       | 704   | 174   | 0.25            |

### Como entrenador
| Equipo                    | Temporada           | Liga | Liga | Liga | Liga |    | Copa | Copa | Copa | Copa |    | Internacional | Internacional | Internacional | Internacional |     | Totales | Totales     | Totales | Totales | Totales | Totales | Totales | Totales |
| Equipo                    | Temporada           | PD   | G    | E    | P    | PD | G    | E    | P    | PD   | G  | E             | P             | PD            | G             | E   | P       | Rendimiento | GF      | GC      | Dif.    |         |         |         |
| ------------------------- | ------------------- | ---- | ---- | ---- | ---- | -- | ---- | ---- | ---- | ---- | -- | ------------- | ------------- | ------------- | ------------- | --- | ------- | ----------- | ------- | ------- | ------- | ------- | ------- | ------- |
| Unión Española · Chile    | 2009                | 2    | 1    | 1    | 0    | 1  | 0    | 0    | 1    | —    | —  | —             | —             | 3             | 1             | 1   | 1       | 44.44%      | 7       | 7       | +0      |         |         |         |
| Unión Española · Chile    | 2010                | 12   | 6    | 3    | 3    | —  | —    | —    | —    | —    | —  | —             | —             | 12            | 6             | 3   | 3       | 58.33%      | 22      | 16      | +6      |         |         |         |
| Unión Española · Chile    | 2011                | 38   | 15   | 11   | 12   | 6  | 4    | 0    | 2    | 8    | 2  | 2             | 4             | 42            | 21            | 13  | 18      | 60.32%      | 87      | 60      | +27     |         |         |         |
| Unión Española · Chile    | 2012                | 44   | 21   | 8    | 15   | 8  | 6    | 2    | 0    | 10   | 4  | 2             | 4             | 62            | 31            | 12  | 19      | 56.45%      | 125     | 85      | +40     |         |         |         |
| Unión Española · Chile    | 2013                | 17   | 12   | 2    | 3    | 5  | 2    | 3    | 0    | —    | —  | —             | —             | 22            | 14            | 5   | 3       | 71.22%      | 39      | 14      | +25     |         |         |         |
| Unión Española · Chile    | 2013-14             | 34   | 15   | 5    | 14   | 6  | 1    | 2    | 3    | 8    | 2  | 4             | 2             | 48            | 18            | 11  | 19      | 45.14%      | 67      | 72      | -5      |         |         |         |
| Unión Española · Chile    | 2014-15             | 36   | 15   | 6    | 15   | 12 | 5    | 3    | 4    | —    | —  | —             | —             | 48            | 20            | 9   | 19      | 47.92%      | 63      | 66      | -3      |         |         |         |
| Colo-Colo · Chile         | 2015-16             | 30   | 19   | 4    | 7    | 13 | 7    | 4    | 2    | 6    | 2  | 3             | 1             | 49            | 28            | 11  | 10      | 64.62%      | 76      | 45      | +31     |         |         |         |
| Colo-Colo · Chile         | Total               | 30   | 19   | 4    | 7    | 13 | 7    | 4    | 2    | 6    | 2  | 3             | 1             | 49            | 28            | 11  | 10      | 64.62%      | 76      | 45      | +31     |         |         |         |
| Al-Ittihad Arabia Saudita | 2016-17             | 26   | 17   | 4    | 5    | 6  | 4    | 1    | 1    | —    | —  | —             | —             | 32            | 21            | 5   | 6       | 70.84%      | 67      | 44      | +23     |         |         |         |
| Al-Ittihad Arabia Saudita | 2017-18             | 26   | 8    | 9    | 9    | 5  | 5    | 0    | 0    | —    | —  | —             | —             | 31            | 13            | 9   | 9       | 51.62%      | 51      | 47      | +4      |         |         |         |
| Shabab Al-Ahli · EAU      | 2018-19             | 5    | 2    | 0    | 3    | 2  | 1    | 0    | 1    | —    | —  | —             | —             | 7             | 3             | 0   | 4       | 42.86%      | 13      | 12      | +1      |         |         |         |
| Shabab Al-Ahli · EAU      | Total               | 5    | 2    | 0    | 3    | 2  | 1    | 0    | 1    | —    | —  | —             | —             | 7             | 3             | 0   | 4       | 42.86%      | 13      | 12      | +1      |         |         |         |
| Al-Ittihad Arabia Saudita | 2018-19             | 9    | 6    | 1    | 2    | 3  | 2    | 0    | 1    | 6    | 3  | 2             | 1             | 18            | 11            | 3   | 4       | 66.67%      | 45      | 26      | +19     |         |         |         |
| Al-Ittihad Arabia Saudita | 2019-20             | 7    | 3    | 0    | 4    | —  | —    | —    | —    | 7    | 4  | 2             | 1             | 14            | 7             | 2   | 5       | 54.76%      | 23      | 19      | +4      |         |         |         |
| Al-Ittihad Arabia Saudita | Total               | 68   | 34   | 14   | 20   | 14 | 11   | 1    | 2    | 13   | 7  | 4             | 2             | 95            | 52            | 19  | 24      | 61.41%      | 186     | 136     | +50     |         |         |         |
| Palestino · Chile         | 2020                | 17   | 9    | 5    | 3    | —  | —    | —    | —    | —    | —  | —             | —             | 17            | 9             | 5   | 3       | 62.74%      | 33      | 22      | +11     |         |         |         |
| Palestino · Chile         | 2021                | 15   | 5    | 2    | 8    | 6  | 4    | 1    | 1    | 8    | 1  | 2             | 5             | 29            | 10            | 5   | 14      | 40.23%      | 41      | 40      | +1      |         |         |         |
| Palestino · Chile         | Total               | 32   | 14   | 7    | 11   | 6  | 4    | 1    | 1    | 8    | 1  | 2             | 5             | 46            | 19            | 10  | 17      | 48.55%      | 74      | 62      | +12     |         |         |         |
| Al-Tai Arabia Saudita     | 2021-22             | 20   | 9    | 3    | 8    | 1  | 0    | 0    | 1    | —    | —  | —             | —             | 21            | 9             | 3   | 9       | 47.62%      | 27      | 30      | -3      |         |         |         |
| Al-Tai Arabia Saudita     | Total               | 20   | 9    | 3    | 8    | 1  | 0    | 0    | 1    | 0    | 0  | 0             | 0             | 21            | 9             | 3   | 9       | 47.62%      | 27      | 30      | -3      |         |         |         |
| Al-Wehda Arabia Saudita   | 2022-23             | 22   | 6    | 7    | 9    | 4  | 3    | 1    | 0    | —    | —  | —             | —             | 26            | 9             | 8   | 9       | 44.88%      | 27      | 36      | -9      |         |         |         |
| Al-Wehda Arabia Saudita   | Total               | 22   | 6    | 7    | 9    | 4  | 3    | 1    | 0    | –    | –  | –             | –             | 26            | 9             | 8   | 9       | 44.88%      | 27      | 36      | -9      |         |         |         |
| Unión Española · Chile    | 2024                | 7    | 4    | 0    | 3    | —  | —    | —    | —    | —    | —  | —             | —             | 7             | 4             | 0   | 3       | 57.14%      | 12      | 9       | +3      |         |         |         |
| Unión Española · Chile    | 2025                | 11   | 2    | 0    | 9    | 5  | 2    | 1    | 2    | 6    | 0  | 3             | 3             | 22            | 4             | 4   | 14      | 24.24%      | 24      | 37      | -13     |         |         |         |
| Unión Española · Chile    | Total               | 201  | 91   | 36   | 74   | 43 | 20   | 11   | 12   | 32   | 8  | 11            | 13            | 276           | 119           | 58  | 99      | 50.12%      | 446     | 366     | +80     |         |         |         |
| Total de su carrera       | Total de su carrera | 378  | 175  | 71   | 132  | 83 | 46   | 18   | 19   | 59   | 18 | 20            | 21            | 520           | 239           | 109 | 172     | 52.95%      | 849     | 687     | +162    |         |         |         |
| 1. 2.                     |                     |      |      |      |      |    |      |      |      |      |    |               |               |               |               |     |         |             |         |         |         |         |         |         |

## Palmarés

### Como jugador
| Título           | Club           | País  | Año    |
| ---------------- | -------------- | ----- | ------ |
| Copa Chile       | Unión Española | Chile | 1992   |
| Copa Chile       | Unión Española | Chile | 1993   |
| Copa Chile       | Colo-Colo      | Chile | 1996   |
| Primera División | Colo-Colo      | Chile | 1996   |
| Primera División | Colo-Colo      | Chile | C-1997 |
| Primera División | Colo-Colo      | Chile | 1998   |
| Primera División | Unión Española | Chile | A-2005 |

### Como entrenador
| Título                    | Club           | País           | Año    |
| ------------------------- | -------------- | -------------- | ------ |
| Primera División          | Unión Española | Chile          | T-2013 |
| Supercopa de Chile        | Unión Española | Chile          | 2013   |
| Primera División          | Colo Colo      | Chile          | A-2015 |
| Copa de Arabia Saudita    | Ittihad F. C.  | Arabia Saudita | 2017   |
| Copa del Rey de Campeones | Ittihad F. C.  | Arabia Saudita | 2018   |

#### Distinciones individuales
| Distinción                                   | Año    |
| -------------------------------------------- | ------ |
| Botín de Oro Power (mayo)                    | 2004   |
| Botín de Oro Power (junio)                   | 2005   |
| Futbolista del año en Chile                  | 2005   |
| Mejor técnico del año en Chile               | 2012   |
| Mejor Entrenador por el SIFUP                | 2013-T |
| Mejor Técnico del año por Revista El Gráfico | 2013   |

### Capitán de Colo-Colo
| Predecesor: Marcelo Ramírez | Capitán de Colo-Colo 2000-2001 | Sucesor: Marcelo Espina |

## Curiosidades
En julio de 2013, aparece el libro de cuentos Elogio del Maracanazo, del periodista y profesor de cine Víctor Hugo Ortega, cuyo relato final se titula «Yo ayudé al Coto Sierra a hacer ese gol», en un claro tributo al jugador. En este cuento, el narrador y protagonista revela al lector como ayudó a José Luis Sierra, a convertir uno de los goles más importantes de su carrera.